# Rally La Vila Joiosa de 2010
El Rally La Vila Joiosa de 2010 fue la 20.ª edición del rally y la primera ronda de la temporada 2010 del Campeonato de España de Rally. Se celebró entre el 26 y el 27 de marzo y contó con un itinerario de ocho tramos sobre asfalto que sumaban un total de 176,74 km cronometrados.

## Clasificación final
| Pos. | Piloto               | Copiloto            | Automóvil               | Tiempo    | Diferencia |
| ---- | -------------------- | ------------------- | ----------------------- | --------- | ---------- |
| 1.   | Miguel Ángel Fuster  | Ignacio Aviñó       | Porsche 997 GT3 RS 3.6  | 1:46:10.6 | 0.0        |
| 2.   | Alberto Hevia        | Alberto Iglesias    | Škoda Fabia S2000       | 1:46:42.6 | +32.0      |
| 3.   | Sergio Vallejo       | Diego Vallejo       | Ford Fiesta S2000       | 1:47:39.7 | +1:29.1    |
| 4.   | Pedro Burgo          | Marcos Burgo        | Mitsubishi Lancer Evo X | 1:48:59.2 | +2:48.6    |
| 5.   | Enrique García Ojeda | Pablo Secades       | Subaru Impreza STi      | 1:49:35.1 | +3:24.5    |
| 6.   | Álvaro Muñiz         | César Blanco        | Ford Fiesta S2000       | 1:50:41.4 | +4:30.8    |
| 7.   | Xavier Lújua         | José Jacinto Burgos | Mitsubishi Lancer Evo X | 1:50:46.9 | +4:36.3    |
| 8.   | Joan Vinyes          | Jordi Mercader      | Suzuki Swift S1600      | 1:50:48.9 | +4:38.3    |
| 9.   | Gorka Antxustegui    | Gabriel Suárez      | Suzuki Swift S1600      | 1:52:14.9 | +6:04.3    |
| 10.  | Miguel Arias         | Roberto Arias       | Renault Clio R3         | 1:52:56.8 | +6:46.2    |